# Minardi M195
Minardi M195 – samochód Formuły 1, zaprojektowany przez Aldo Costę oraz Mauro Gennariego dla zespołu Minardi na sezon 1995.

## Porozumienie z Mugen Honda
Konstrukcja modelu M195 była specjalnie przygotowana pod silniki Mugen Honda, ponieważ Minardi oczekiwało, że firma Mugen będzie dostarczać im silniki. Jednak w ostatniej chwili Mugen zdecydował się dostarczać silniki Ligierowi, i Minardi musiało zastosować "klientowskie" silniki Ford ED. Na skutek decyzji firmy Mugen szef zespołu, Giancarlo Minardi, pozwał ją do sądu. Powiedział także:

Jesteśmy bardzo dumni, ponieważ musieliśmy zaprojektować dwa różne samochody w czasie, w którym normalnie projektuje się jeden. Miała miejsce umowa z Mugen Co. Ltd., ale nie była przestrzegana.

Minardi wygrało spór z Mugen Honda, ale nie otrzymało odszkodowania, mimo że sąd orzekł, że umowa "osiągnęła punkt porozumienia" taki, że Minardi mogło oczekiwać, iż Mugen się z niej wywiąże. Minardi odwołało się do sądu wyższej instancji, domagając się odszkodowania. W tym czasie Flavio Briatore (właściciel Ligiera) zajął sprzęt Minardi z powodu zalegania Minardi od roku 1993 z opłatami za silniki jednej z jego firm. Ostatecznie osiągnięto porozumienie poza sądem - w ramach odszkodowania za utratę silników Mugen Briatore zapłacił Minardi milion dolarów.

## Minardi M195B
Samochód ścigał się także w sezonie 1996 Formuły 1. Kierowcami byli Pedro Lamy, Giancarlo Fisichella, Tarso Marques i Giovanni Lavaggi. Minardi nie zdobyło w tamtym sezonie żadnego punktu.

## Wyniki
| Legenda oznaczeń w tabelach wyników Wyświetl szablon na nowej stronie | Legenda oznaczeń w tabelach wyników Wyświetl szablon na nowej stronie                                                                     |
| Oznaczenie                                                            | Wyjaśnienie |
| --------------------------------------------------------------------- | --- |
| Złoty                                                                 | Zwycięzca lub mistrzostwo |
| Srebrny                                                               | 2. miejsce lub wicemistrzostwo |
| Brązowy                                                               | 3. miejsce lub II wicemistrzostwo |
| Zielony                                                               | Ukończył, punktował (w klasyfikacji generalnej, gdy zdobył co najmniej jeden punkt na przestrzeni sezonu, poza trzema powyższymi opcjami) |
| Niebieski                                                             | Ukończył, nie punktował (w klasyfikacji generalnej, gdy nie zdobył co najmniej jednego punktu na przestrzeni sezonu)                      |
| Czerwony                                                              | Nie zakwalifikował się (NZ) |
| Czerwony                                                              | Nie prekwalifikował się (NPK) |
| Różowy                                                                | Nie ukończył (NU) |
| Różowy                                                                | Niesklasyfikowany (NS) (w klasyfikacji generalnej, gdy nie został sklasyfikowany w żadnym wyścigu sezonu)                                 |
| Czarny                                                                | Zdyskwalifikowany (DK) |
| Czarny                                                                | Wykluczony (WYK/EX) |
| Biały                                                                 | Nie wystartował (NW) |
| Biały                                                                 | Kontuzjowany (K/INJ) |
| Biały                                                                 | Wyścig odwołany (OD/C) |
| Bez koloru                                                            | Został wycofany (WYC/WD) |
| Bez koloru                                                            | Nie przybył (NP/DNA) |
| Bez koloru                                                            | Nie brał udziału w treningach (NT/DNP) |
| Bez koloru                                                            | Nie został zgłoszony (–) |
| Pogrubienie                                                           | Start z pole position |
| Kursywa                                                               | Najszybsze okrążenie wyścigu |
| †                                                                     | Nie ukończył, ale jego rezultat został zaliczony ze względu na przejechanie więcej niż 90% dystansu wyścigu.                              |
| *                                                                     | Sezon w trakcie |
| 1/2/3                                                                 | Punktowana pozycja w sprincie kwalifikacyjnym                                                                                             |
| Lista systemów punktacji Formuły 1                                    | |

| Sezon | Konstruktor | Kierowcy             | Wyniki kierowców | Wyniki kierowców | Wyniki kierowców | Wyniki kierowców | Wyniki kierowców | Wyniki kierowców | Wyniki kierowców | Wyniki kierowców | Wyniki kierowców | Wyniki kierowców | Wyniki kierowców | Wyniki kierowców | Wyniki kierowców | Wyniki kierowców | Wyniki kierowców | Wyniki kierowców | Wyniki kierowców | Wyniki kierowców | Wyniki kierowców | Wyniki konstruktora | Wyniki konstruktora |
| 1995  |             |                      | BRA              | ARG              | SMR              | ESP              | MCO              | CAN              | FRA              | GBR              | DEU              | HUN              | BEL              | ITA              | PRT              | EUR              | PAC              | JPN              | AUS              | Punkty           | Pozycja          | Punkty              | Pozycja             |
| ----- | ----------- | -------------------- | ---------------- | ---------------- | ---------------- | ---------------- | ---------------- | ---------------- | ---------------- | ---------------- | ---------------- | ---------------- | ---------------- | ---------------- | ---------------- | ---------------- | ---------------- | ---------------- | ---------------- | ---------------- | ---------------- | ------------------- | ------------------- |
| 1995  | Minardi     | Pierluigi Martini    | NU               | NU               | 12               | 14               | 7                | NU               | NU               | 7                | NU               | -                | -                | -                | -                | -                | -                | -                | -                | 0                | 19               | 1                   | 10                  |
| 1995  | Minardi     | Pedro Lamy           | -                | -                | -                | -                | -                | -                | -                | -                | -                | 9                | 10               | NU               | NU               | 9                | 13               | 11               | 6                | 1                | 18               | 1                   | 10                  |
| 1995  | Minardi     | Luca Badoer          | NU               | NW               | 14               | NU               | NU               | 8                | 13               | 10               | NU               | 8                | NU               | NU               | 14               | 11               | 15               | 9                | NU               | 0                | 23               | 1                   | 10                  |
| 1996  |             |                      | AUS              | BRA              | ARG              | EUR              | SMR              | MCO              | ESP              | CAN              | FRA              | GBR              | DEU              | HUN              | BEL              | ITA              | PRT              | JPN              |                  | Punkty           | Pozycja          | Punkty              | Pozycja             |
| 1996  | Minardi     | Pedro Lamy           | NU               | 10               | NU               | 12               | 9                | NU               | NU               | NU               | 12               | NU               | 12               | NU               | 10               | NU               | 16               | 12               |                  | 0                | 20               | 0                   | 10                  |
| 1996  | Minardi     | Giancarlo Fisichella | NU               | -                | -                | 13               | NU               | NU               | NU               | 8                | NU               | 11               | -                | -                | -                | -                | -                | -                |                  | 0                | 19               | 0                   | 10                  |
| 1996  | Minardi     | Tarso Marques        |                  | NU               | NU               | -                | -                | -                | -                | -                | -                | -                | -                | -                | -                | -                | -                | -                |                  | -                | NS               | 0                   | 10                  |
| 1996  | Minardi     | Giovanni Lavaggi     | -                | -                | -                | -                | -                | -                | -                | -                | -                | -                | NU               | 10               | NZ               | NU               | 15               | NZ               |                  | 0                | 22               | 0                   | 10                  |